# Lytta chrysomeloides
Nemognatha chrysomeloides là một loài bọ cánh cứng trong họ Meloidae. Loài này được Linnaeus mô tả khoa học năm 1763.